# Vivir mata (película de 1991)
 Vivir mata es una película de Argentina filmada en colores dirigida por Bebe Kamin sobre su propio guion escrito según un argumento de Gustavo Barrios, Ricardo Rodríguez y Bebe Kamín, que se estrenó el 30 de mayo de 1991 y tuvo como actores principales a Juan Leyrado, Mauricio Dayub, Cecilia Roth y Alejandro Urdapilleta.

## Sinopsis
Un joven diplomático radicado en Europa a fines del siglo XIX conoce a una extraña princesa y al regreso a su país se recluye en un cementerio para salir de allí un siglo más tarde.

## Reparto
- Juan Leyrado
- Mauricio Dayub
- Cecilia Roth
- Alejandro Urdapilleta
- Cecilia Biagini
- Soledad Villamil
- Jorge Petraglia
- Oscar Núñez
- Ricardo Bartis
- Osvaldo Santoro
- Miguel Moyano
- Jorge Bazá de Candia
- Jean Pierre Reguerraz
- Néstor Zacco
- Márgara Alonso
- Floria Bloise
- Mirna Suárez …Mercedes

## Comentarios
Paraná Sendrós en Ámbito Financiero escribió:

«Pálido como un vampiro.»

Alberto Farina en El Cronista Comercial dijo:

«En la búsqueda del mensaje explícito y serio es donde la gota desborda el vaso y aquello que podía ser un pastiche divertido se convierte en dispersión grave; al ponerse pretensiosa la película anula su propia gracia.»

Manrupe y Portela escriben:

«Horrenda película de vampiros, totalmente desacertada y eficaz.»